# Laurence van Malderen
Laurence van Malderen (* 2. Oktober 1981 in Brüssel) ist eine belgische Basketballspielerin.
Die 1,94 m große Centerspielerin war von 1998 bis 2004 in ihrem Heimatland aktiv für Vilvorde, BCSS Namur, Mosa Jambes Namur und  Waregem. Danach wechselte sie für jeweils ein Jahr nach Italien zu La Spezia und Spanien zu Acis Incosa León. Seit 2005 spielt sie wieder in Italien, zunächst für Acetum Cavezzo und dann für Lavezzini Basket Parma.
Laurence van Malderen belegte mit der belgischen Nationalmannschaft den siebten Platz bei der Europameisterschaft 2007 in Italien.
Seit 2016 spielt sie für die Kangoeroes Basket Willebroek in Belgien.